# Rolha de Schröder
A Rolha de Schröder é um tampão de muco que se forma a partir da secreções das glândulas cervicais do útero, que, por ação da progesterona, tornam-se mais espessas durante a gestação. Este tampão tem a função de isolar e proteger o feto em seu ambiente intra uterino do ambiente externo. Seu desprendimento é percebido como a presença de um catarro mais grosso acompanhado ou não de de raias de sangue e está associado ao amadurecimento do colo uterino, mas não necessariamente ao início do trabalho de parto.